# ميروسلاف بتروف
ميروسلاف بتروف (7 يونيو 1981 ببلغاريا - ) هو لاعب كرة قدم بلغاري في مركز الهجوم. لعب مع نادي سبارتاك بليفين ونادي سبارتاك فارنا وفيهرين ساندانسكي وFC Minyor Pernik ‏ وFC Montana ‏ وفيلبوزد كيوستينديل ‏.

## وصلات خارجية
- ميروسلاف بتروف على موقع قاعدة بيانات كرة القدم.إي يو (الإنجليزية)
- ميروسلاف بتروف على موقع Soccerway.com (الإنجليزية)